# Mammillaria laui
Mammillaria laui (укр. Мамілярія Лау, мамілярія лауї) —сукулентна рослина з роду мамілярія (Mammillaria) родини кактусових (Cactaceae).

## Етимологія
Видова назва дана на честь мексиканського ботаніка німецького походження, місіонера, експерта з мексиканських кактусів Альфреда Лау (1928—2007).

## Ареал і екологія
Mammillaria laui є ендемічною рослиною Мексики. Ареал розташований у штаті Тамауліпас, де вид зростає на висоті від 800 до 1 700 м над рівнем моря на відкритих ділянках соснового і дубового лісу на крутих гірських схилах.

## Історія
Mammillaria laui була відкрита Альфредом Лау, коли він займався пошуками давно загубленої Mammillaria carmenae в компанії Вернера Реппенхагена. Останній опублікував опис нового виду у 1979 році, назвавши його на честь свого компаньйона.

## Морфологічний опис
Рослини формують кластери.
| Орган              | Опис |
| Стебло             | придушено-кулясте до кулястого, або коротко-довгасте, до 6 см заввишки, в діаметрі 4,5 см, щільно вкрите колючками. |
| Епідерміс          | |
| Маміли             | циліндричні. |
| Аксили             | голі або з рідким пухом.                                                                                            |
| Центральні колючки | немає, або багато, еволюціонували в радіальні.                                                                      |
| Радіальні колючки  | 35-60 або більше, в окремих рядах, схожі на волоски, білі, завдовжки 6-9 мм.                                        |
| Квіти              | кармінного відтінку, до 15 мм завдовжки, в діаметрі 12 мм.                                                          |
| Плоди              | циліндричні до булавоподібних, білі або блідо-рожеві, до 10 мм завдовжки.                                           |
| Насіння            | |

## Різновиди
Визнано три різновиди Mammillaria laui:
- Mammillaria laui subsp. laui
  - Центральні колючки — чітко видна їх відсутність.
  - Радіальні колючки — жорсткі.
  - Ареал зростання — помірні височини між С'юдад-Вікторією і Хаумаве.

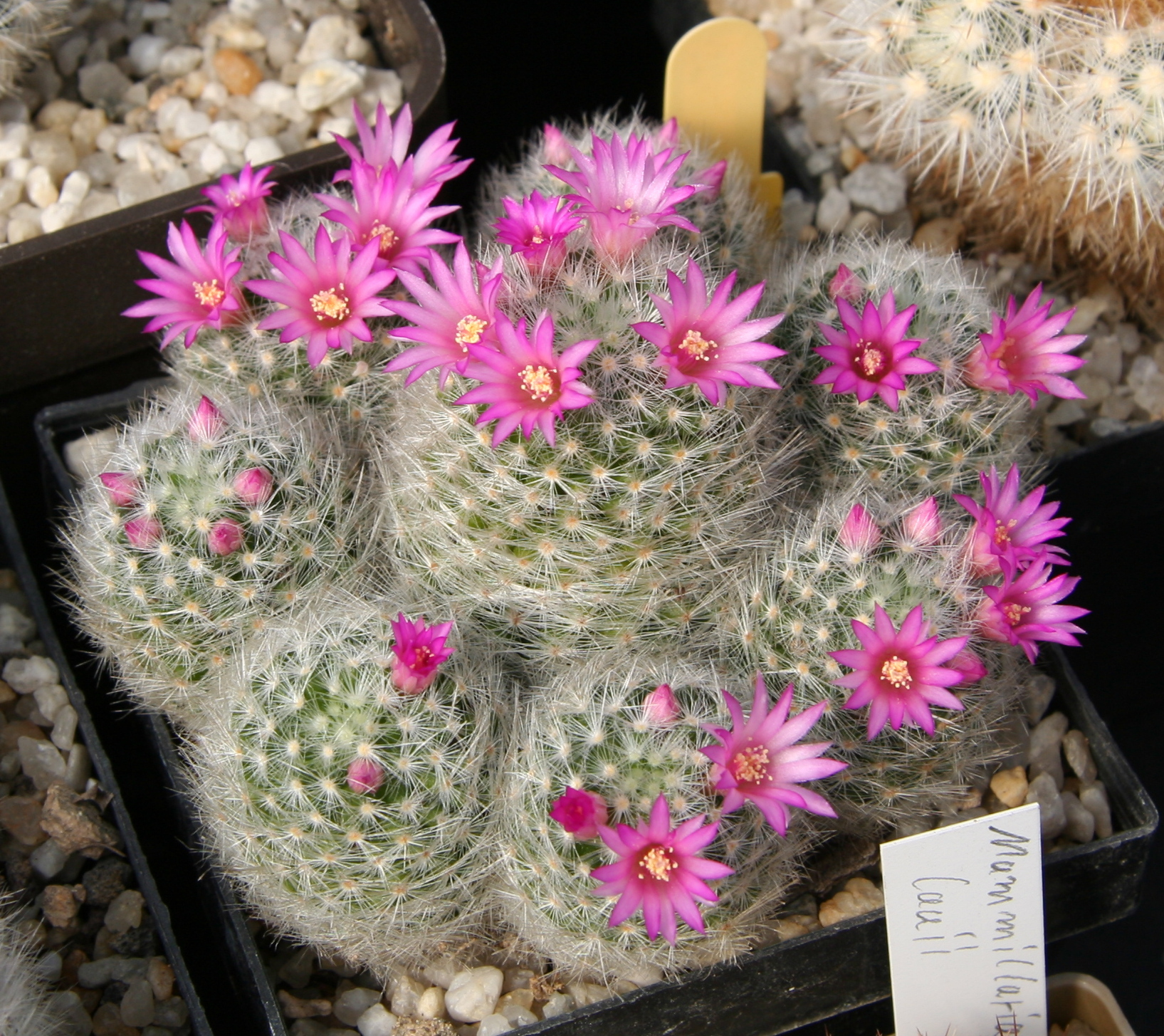
Mammillaria laui subsp. dasyacantha

- Mammillaria laui subsp. dasyacantha
  - Дуже багато тонких центральних колючок.
  - Всі колючки м'які і гнучкі.
  - Ареал зростання — зустрічається на більш високих пагорбах.

- Mammillaria laui subsp. subducta

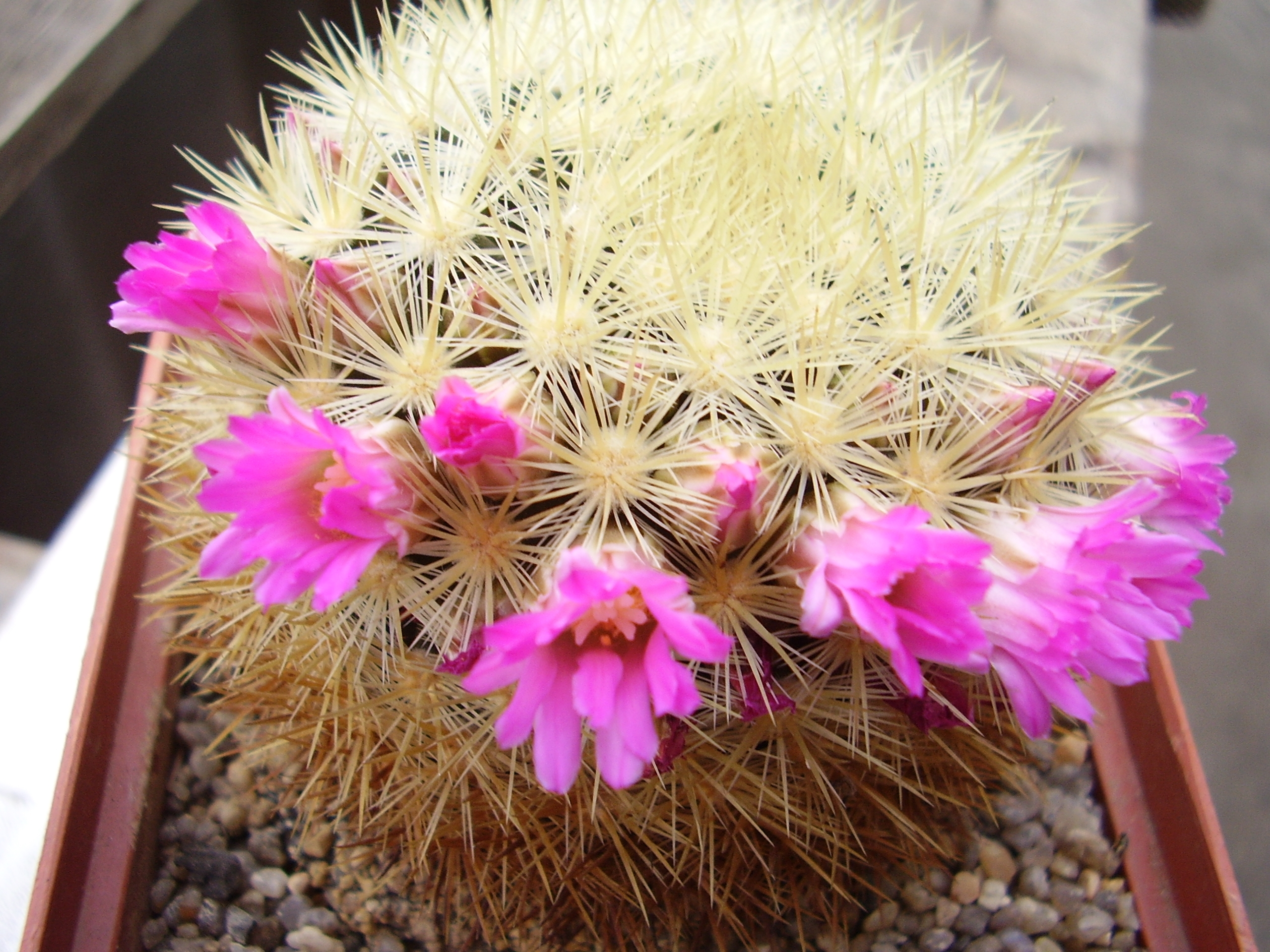
Mammillaria laui subsp. subducta

  - Має 12 більш-менш виразних центральних колючок від білого до жовтуватого відтінку, які є міцнішими.
  - Ареал зростання — зустрічається на більш низьких височинах.

## Охоронний статус та заходи зі збереження
Mammillaria laui внесена до Червоного списку Міжнародного союзу охорони природи на межі зникнення (CR).
Цей вид вважається під загрозою зникнення через дуже обмежений ареал площею менше 100 км² і єдине місце знаходження. Число дорослих особин цієї рослини продовжує знижуватись через наслідки незаконного збору. В жодній з природоохоронних територій Mammillaria laui не знайдена.
Mammillaria laui занесена в Мексиці до національного списку видів, що знаходяться під загрозою зникнення, де вона належить до категорії „під загрозою зникнення“.
Охороняється Конвенцією про міжнародну торгівлю видами дикої фауни і флори, що перебувають під загрозою зникнення (CITES).